# Malpåse
Malpåse är en påse för förvaring av textilier, som behöver skyddas mot angrepp av klädesmal och andra skadeinsekter. Påsen kan vara av papper eller tyg, numera ofta av plast.
Ordet malpåse används även i överförd betydelse. Att lägga i malpåse innebär att lämna något orört en längre tid med möjlighet att återuppta användningen senare. Uttrycket används inte minst om krigsfartyg – se till exempel HMS Göteborg (K21).
Larver av klädesmal och pälsänger var tidigare svåra skadegörare på ylletyger och pälsar. För att skydda kläder i sådana material då de inte användes, förvarades de i tättslutna påsar av papper eller bomullstyg. För att döda eller skrämma skadeinsekterna placerades gärna något luktande ämne i påsen – kryddor eller malmedel, så kallade malkulor.
Ordet malpåse finns belagt i svensk skrift sedan 1923. Användningen av malpåse för förvaring av kläder har minskat under senare delen av 1900-talet. Orsaker till detta är den ökade användningen av kläder i syntetmaterial samt impregnering av ylletyger mot malangrepp.